# Nowa Sól (gmina)
Pour les articles homonymes, voir Nowa Sól.
Nowa Sól est une gmina rurale (gmina wiejska) de la powiat de Nowa Sól, dans la Voïvodie de Lubusz, dans l'ouest de la Pologne.
Son siège administratif (chef-lieu) est la ville de Nowa Sól, bien qu'elle ne fasse pas partie du territoire de la gmina, et qui se situe environ 26 kilomètres au sud-est de Zielona Góra (siège de la diétine régionale) et 110 kilomètres au sud de Gorzów Wielkopolski (capitale de la voïvodie).
La gmina couvre une superficie de 176,21 kilomètres carrés pour une population de 6 850 habitants en 2016.

## Histoire
De 1975 à 1998, la gmina est attachée administrativement à la voïvodie de Zielona Góra.

Depuis 1999, elle fait partie de la voïvodie de Lubusz.

## Géographie
La gmina inclut les villages et localités de :

Plan de la gmina

- Buczków
- Chełmek
- Ciepielów
- Dąbrowno
- Drogoniów
- Jeziorna
- Jodłów
- Józefów
- Kiełcz
- Lelechów
- Lipiny
- Lubięcin
- Lubieszów
- Nowe Żabno
- Odra
- Okopiec
- Porębów
- Przyborów
- Radosławice
- Rudno
- Stany
- Stara Wieś
- Stary Staw
- Stawy
- Wrociszów

### Gminy voisines
La gmina de Nowa Sól est voisine de :

la ville de :
- Nowa Sól

et des gminy suivantes :
- Bojadła
- Bytom Odrzański
- Kolsko
- Kożuchów
- Nowe Miasteczko
- Otyń
- Siedlisko
- Sława.

## Structure du terrain
D'après les données de 2002, la superficie de la commune de Nowa Sól est de 176,21 kilomètres carrés, répartis comme telle :
- terres agricoles : 36 %
- forêts : 55 %

La commune représente 22,87 % de la superficie du powiat.

## Démographie
Données du 30 juin 2004:
| Description        | Total  | Total | Femmes | Femmes | Hommes | Hommes |
| ------------------ | ------ | ----- | ------ | ------ | ------ | ------ |
| Unité              | Nombre | %     | Nombre | %      | Nombre | %      |
| Population         | 6 541  | 100   | 3 338  | 51     | 3 203  | 49     |
| Densité (hab./km²) | 37,1   | 37,1  | 18,9   | 18,9   | 18,2   | 18,2   |